# Descobrimento da América

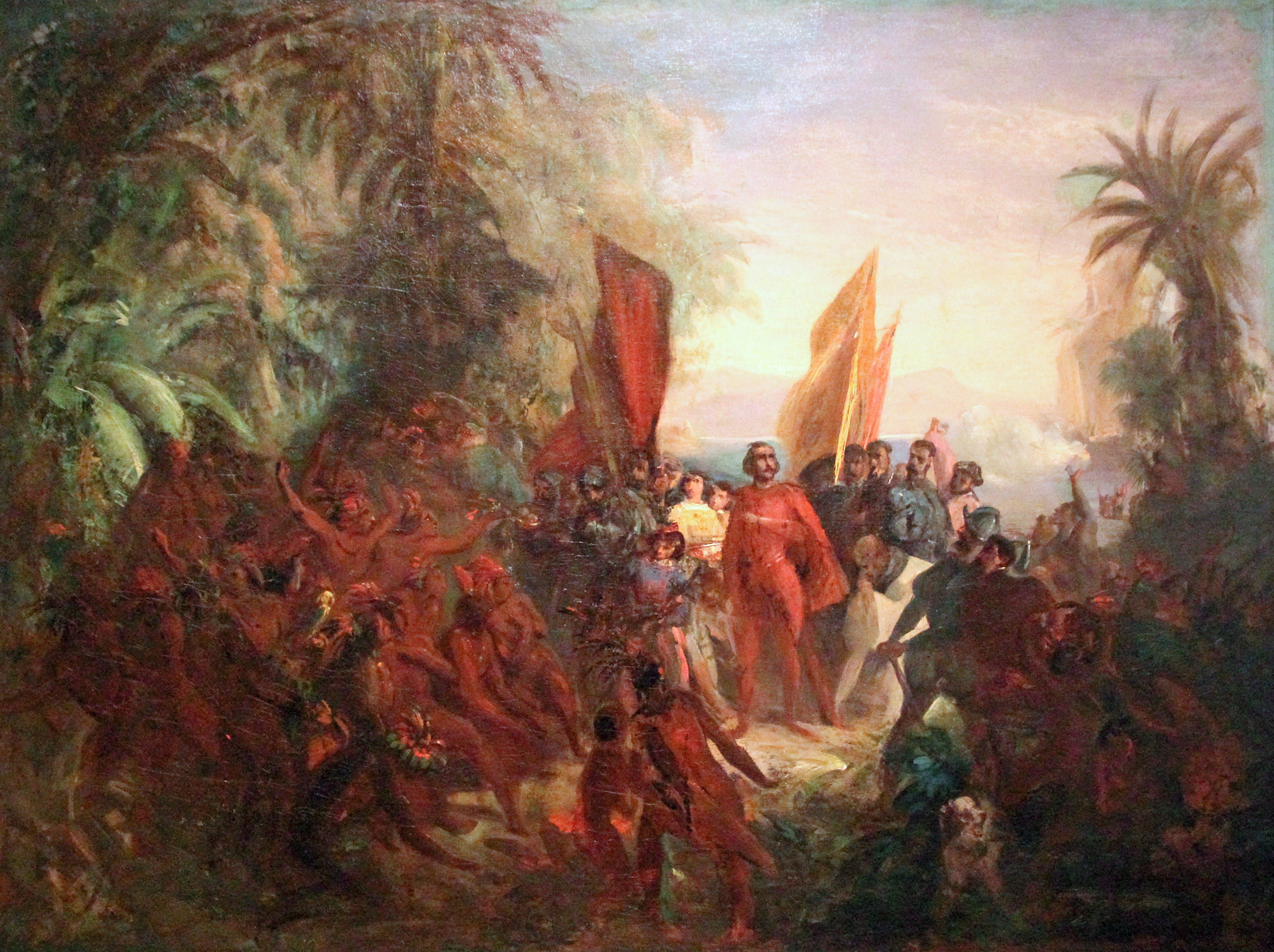
Descobrimento da América (Johann Moritz Rugendas).

O chamado Descobrimento ou Descoberta da América, que se deu pela chegada da armada do navegador Cristóvão Colombo nas Bahamas em 12 de outubro de 1492 na tentativa de encontrar uma rota alternativa para as Índias, representa o início da colonização europeia do continente americano.
Embora o termo mais usado seja "descoberta", a chegada de Colombo em si não representa o início da ocupação humana do "Novo Mundo", já que havia habitantes no local, os hoje conhecidos como povos ameríndios. Ainda assim, deve-se acentuar a descoberta como um dos pontos altos das ditas Grandes navegações na Era dos Descobrimentos.
Os primeiros indígenas encontrados pelo navegador Cristóvão Colombo quando ele chegou à América em 1492 eram os taínos, parentes próximos da tribo sul-americana dos palicures.